# Videojoc de construcció d'imperis
Els videojocs de construcció d'imperis són un subgènere dels videojocs d'estratègia, generalment en temps real. Tenen com a objectiu la creació i manteniment d'un imperi, donant-hi prioritat als aspectes com l'economia, diplomàcia i investigació. Poden tenir tocs de tàctica militar, tot i que no a un nivell tan estès com en altres subgèneres de l'estratègia.
Aquests videojocs també són coneguts per les sigles en anglès 4X: eXplore (exploració del mapa), eXpand (expansió territorial), eXploit (explotació de recursos), i eXterminate (exterminació de l'enemic).

## Temàtiques
Els videojocs de construcció d'imperis poden ser de diversos ambients. N'hi ha estereotips molt usats com que serien els de l'època medieval i clàssica. En general es regeixen per sistemes polítics, econòmics i militars humans, encara que siguin de ciència-ficció. Els temes més habituals són els següents, tot i que poden haver-hi d'altres.

### Història
Se centra en períodes històrics de la humanitat, la gran majoria tenen rigor històric (sempre dins del que és possible). Hi ha jocs que abracen un període determinat, com Age of Empires, Hearts of Iron o Hegemony, o també n'hi ha que intenten contenir tot el ventall de períodes possibles com Empire Earth o Civilization. Principalment solen contenir el jugador en una facció humana determinada (per exemple Roma, com per exemple les sagues Imperivm Civitas, o Japó), a diferència d'altres temes que solen englobar la humanitat com una facció única jugable. Entre els anys 1995 i 2005 hi hagué un gran nombre de videojocs centrats en aquest tema.

### Ciència-ficció
Una de les categories 4X amb més videojocs, tot i que en alguns casos es juga en un únic planeta (per exemple Sid Meier Alpha Centauri), el normal és que l'imperi abarqui diversos sistemes solars, podent distingir-se'n o no diversos planetes per sistema. El més important és el Master of Orion 1 i 2, així com VGA Planets, que n'és veterà. Alguns jocs destacables són Stars!, Emperor of the Fading Suns, Space Empires, Ascendancy, GalCiv, Imperium Galactica (un dels pocs en temps real pausable). Conceptes com el disseny de naus i bombardeigs planetaris són comuns en aquests jocs.

### Fantasia
Imperis en mons de màgia, amb tocs de videojocs de rol (herois que pugen de nivell i guanyen atributs). Master of Magic es considera el videojoc més important d'aquest gènere. Alguns clàssics inclouen King's Bounty i Warlords. D'altres videojocs molt coneguts són les sagues Disciples, Age of Wonders i Dominions.

## Característiques
Una característica general dels jocs 4x és la seva alta jugabilitat, que implica que cada persona pot triar camins diferents per a la victòria, sovint complementaris, invertint temps i recursos en una o altra "X" o camins de joc. Alguns d'aqiests camins desemboquen en condicions de victòria específiques (es guanya el joc) mentre que en d'altres més socials no hi ha un final definit sinó simplement una progressió.
Un altre tret comú és la possibilitat de progressar a través del temps mitjançant la investigació de tecnologies, que de vegades permeten canviar d'era i d'altres simplement accedir a nous edificis o unitats de combat avançades. Aquesta recerca es pot dur a terme per diferents vies segons el joc: guanyant punts en llocs concrets o amb personatges especialitzades, invertint recursos (monedes, punts...) o assolint missions. Els avenços en la investigació se solen plasmar en un arbre de tecnologia que mostra el ja descobert i els camins que obre, de manera que es pot triar un cert ordre de recerca segons la via de joc, per exemple prioritzant la investigació militar si s'ha optat per un mode més agressiu per derrotar els rivals o bé focalitzant esforços en la cultura o ciència per tal de vèncer millorant la mateixa ciutat o civilització. A vegades la victòria s'esdevé construint una meravella o fita, per la qual cosa cal invertir en la tecnologia que la faciliti.